# Kinh tuyến Warszawa

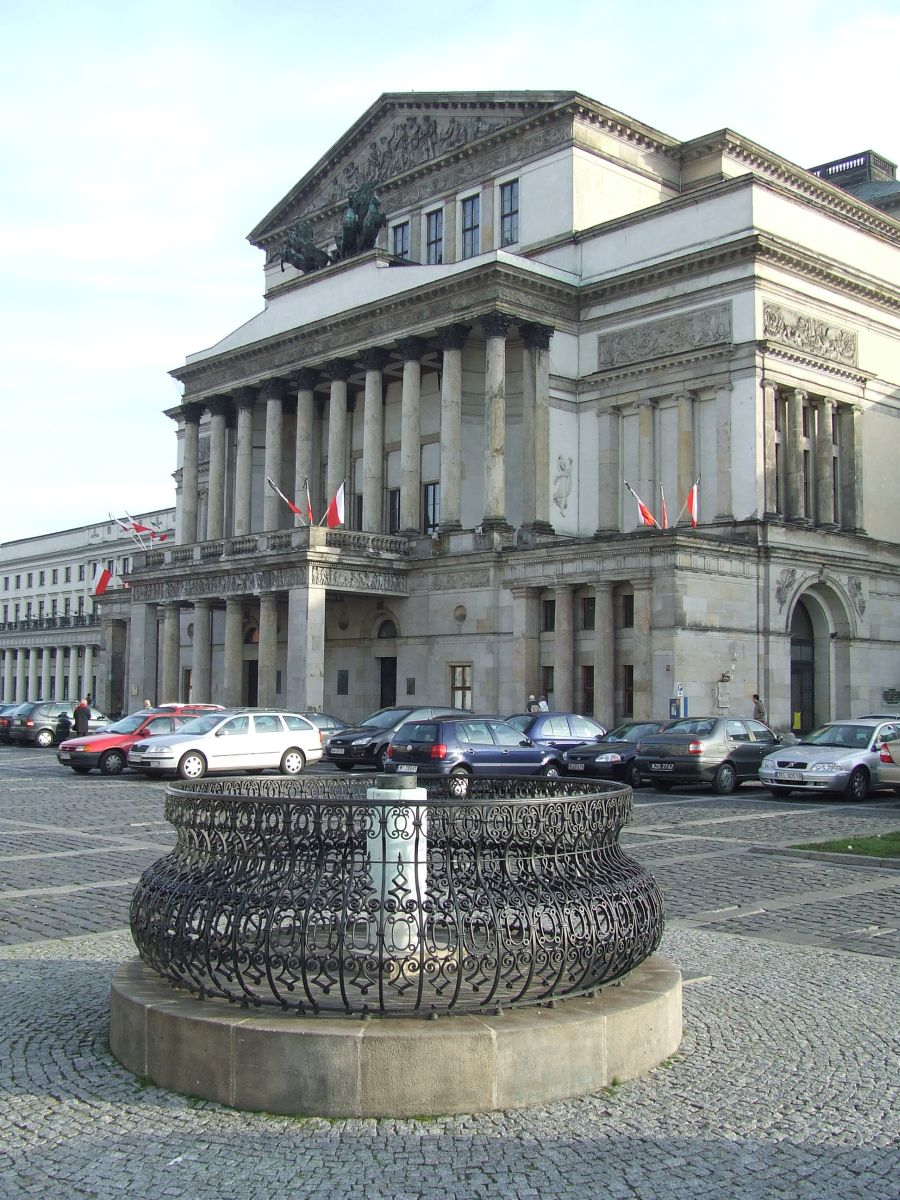
Kinh tuyến Warszawa

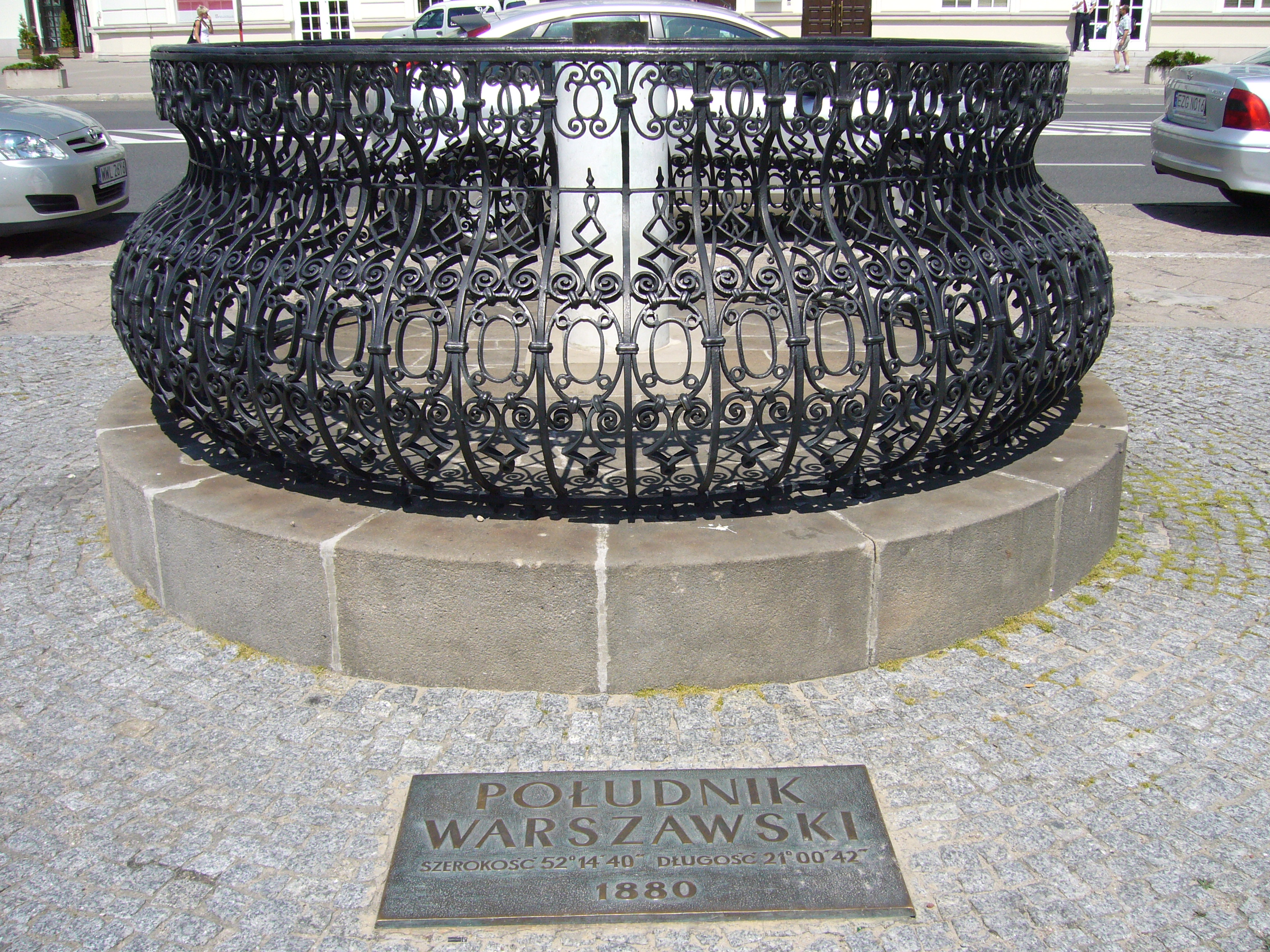
Bảng mô tả của kinh tuyến Warszawa

Kinh tuyến Warszawa (tiếng Ba Lan: południk warszawski) là một đường kinh tuyến chạy qua Warsaw. Giờ trung bình địa phương tại kinh tuyến được gọi là Giờ trung bình Warszawa. Nó tương ứng với phần chênh lệch UTC là +01: 24.
Năm 1880, một cây cột nhỏ đánh dấu kinh tuyến đã được dựng lên tại Quảng trường Nhà hát ở Warszawa. Nó được đánh dấu là nằm o 52°14'40" độ Bắc 21°00'42 độ Đông (theo hệ tọa độ được sử dụng tại thời điểm đó).

## Lịch sử
Năm 1880, tại quảng trường trước Cung điện Jabłonowski (lúc đó là tòa thị chính), một cột đá được dựng lên và bao quanh bởi một lan can sắt với một ký hiệu thể hiện vị trí địa lý và độ cao so với mực nước biển và mực nước sông Wisła. Kinh tuyến Warszawa đi qua đỉnh cột và đỉnh tháp đồng hồ của Cung điện Jabłonowski, phục vụ như các phép đo điểm.
Các giá trị tọa độ của kinh tuyến được khắc trên một tấm trên vỉa hè, khác với các giá trị hiện tại. Cột cũng chứa thông tin bằng tiếng Nga. Các tấm trên vỉa hè xuất hiện nhiều sau đó vào năm 1965. Thay đổi và thiếu ngày trên một số tấm có thể dẫn đến một số nhầm lẫn.
Chỉ bốn năm sau khi cây cột xuất hiện ở Warszawa, Giờ chuẩn Greenwich thực sự trở thành tiêu chuẩn quốc tế để tính thời gian trên toàn thế giới dựa trên kinh tuyến gốc tại Greenwich ở London. Trước đây chỉ có múi giờ địa phương được sử dụng, xác định buổi trưa dựa trên độ dài của bóng từ một gnomon (trên một chiếc đồng hồ mặt trời).
Đường kinh tuyến này xuất hiện trong bộ phim Pingwin (Penguin) (1965) với sự tham gia của Zbigniew Cybulski.